# Jean Ulric Guttinguer
Pour les articles homonymes, voir Guttinguer.
Jean Ulric Guttinguer, né le 1er juillet 1742 à Weinfelden, mort le 30 octobre 1825 à Amfreville-la-Mi-Voie, est un homme politique français.

## Biographie
Jean Ulric Guttinguer vient de Suisse à Rouen où il travaille pour la maison Horutener et Cie. Il est élu député du 14 avril 1798 au 1er avril 1799. Il est président du tribunal de commerce de Rouen en 1804 et directeur du Comptoir d'escompte.
Il meurt dans la maison de son fils, Ulric Guttinguer.